# Tymbarcha
Tymbarcha là một chi bướm đêm thuộc phân họ Tortricinae của họ Tortricidae.

## Các loài
- Tymbarcha cerinopa Meyrick, 1908
- Tymbarcha translucida Diakonoff, 1941